# 愛の修羅バラ!
『愛の修羅バラ!』（あいのしゅらバラ!）は、2009年4月5日から2010年12月26日まで読売テレビ（ytv）・中京テレビ（CTV）などで放送されていたトークバラエティ番組である。キャッチフレーズは「残るのは、キズか? キズナか!?」。

## 概要
毎回芸能人夫婦と一般参加夫婦の計2組を迎え、夫婦がそれぞれ結婚生活の「修羅場」を告白。そして、司会の上沼恵美子や高田純次、その他パネリストたちの意見を基に、スタジオ観覧者たちが夫と妻のどちらが悪いのかをジャッジしていた。この判定で勝利した側には「独り旅」がプレゼントされていた。
この番組は、読売テレビで10年間放送され続けたローカル番組『ウラネタ芸能ワイド 週刊えみぃSHOW』の後を受けてスタートした。読売テレビ・中京テレビの共同制作番組であるが（中京テレビでは自主制作番組であるとPRしているがこれは厳密には誤りである）、正確には番組製作の主導は読売テレビにあり、番組への参加の申し込みなども読売テレビが受け付けていた。ただし、2009年7月26日放送分等、不定期で中京テレビでの収録が行われることもあった。
関西地区での初回視聴率は6.7%（ビデオリサーチ調べ）。
上沼と高田は中京テレビで『P.S.愛してる!』で長らくコンビを組んでいた。中京エリアでは7年半ぶりにこのコンビでの放送が再開となる。
番組は後に、毎回3組の夫婦の悩み事に丸山隆平ほか4人のゲストが「人生の判定」を下す内容へとリニューアルしたが、2010年12月26日放送分をもって終了、『気になる情報のウラのウラ 上沼・高田のクギズケ!』へ移行。

## 出演者

### 司会
- 上沼恵美子
- 高田純次

### パネリスト
- 丸山隆平（関ジャニ∞） - レギュラーで出演。
- 海原やすよ ともこ - 準レギュラーとして出演。
- 千鳥 - 準レギュラーとして出演。

### ナレーター
- 藤沢としや
- かわたそのこ

## スタッフ
- 構成：上田信彦、八木晴彦、草場昭子、村井聡之
- ブレーン：寺前富雄
- リサーチ：スコープ
- 技術：吉田勝（ytv）
- TD・SW：小池一暢
- CAM：平松雅之（ytv）
- LD：窪田和弘（ytv）
- VE：高添優（ytv）
- MIX：小野木晋（ytv）
- EED：明石健二
- テロップ：井上ちひろ
- 音効：圓谷真穂
- MA：品川素宏
- 美術：松井珠美（ytv）
- 美術進行：安達綾子
- 宣伝：横山英治（ytv）、青木繁治（CTV）
- AD：石井克典（CTV）
- AP：栗原佐知（メガバックス）
- ディレクター：山本陽・汐口武史（ytv）、横尾亮太・本多晋（CTV）、松本剛樹（オフィスりぷる）、河内大（アッシュ）
- プロデューサー：柿本幸一（ytv）、栗田美和（CTV）、藤澤國彦（オンタイム。）
- チーフプロデューサー：妹尾和己（ytv）
- 技術協力：関西東通（旧・東通大阪支社）、ハートス、マウス、サウンドエフェクト、教映社、ADEC、aex、MABU、中京ビデオセンター
- 美術協力：つむら工芸、高津商会、A.I.C、グリーンアート、東京衣裳
- スタッフ協力：オフィスりぷる、メガバックス、オンタイム。、Walk On、放送事業社、スコープ、光学堂
- 製作著作：読売テレビ（ytv）、中京テレビ

### 過去のスタッフ
- 美術進行：大江哲由
- 宣伝：松井信博（ytv）、太田恵三（CTV）
- ディレクター：上野正樹（ytv）

## ネット局
| 放送対象地域  | 放送局                    | 系列                          | 放送日時           | 放送開始日    | 遅れ        |
| ------------- | ------------------------- | ----------------------------- | ------------------ | ------------- | ----------- |
| 近畿広域圏    | 読売テレビ（ytv）         | 日本テレビ系列                | 日曜 11:40 - 12:35 | 2009年4月5日  | 制作局      |
| 中京広域圏    | 中京テレビ（CTV）         | 日本テレビ系列                | 日曜 11:40 - 12:35 | 2009年4月5日  | 制作局      |
| 熊本県        | くまもと県民テレビ（KKT） | 日本テレビ系列                | 水曜 15:50 - 16:45 | 2009年4月5日  | 不明        |
| 鹿児島県      | 鹿児島読売テレビ（KYT）   | 日本テレビ系列                | 水曜 15:53 - 16:48 | 2009年4月15日 | 約1か月遅れ |
| 愛媛県        | 南海放送（RNB）           | 日本テレビ系列                | 土曜 12:00 - 12:55 | 2009年4月18日 | 13日遅れ    |
| 富山県        | 北日本放送（KNB）         | 日本テレビ系列                | 土曜 15:35 - 16:30 | 2009年4月18日 | 13日遅れ    |
| 新潟県        | テレビ新潟（TeNY）        | 日本テレビ系列                | 日曜 11:45 - 12:40 | 2009年4月5日  | 7日遅れ     |
| 福岡県        | 福岡放送（FBS）           | 日本テレビ系列                | 日曜 10:25 - 11:20 | 2009年4月5日  | 7日遅れ     |
| 山形県        | 山形放送（YBC）           | 日本テレビ系列                | 日曜 10:25 - 11:20 | 2009年4月19日 | 7日遅れ     |
| 長野県        | テレビ信州（TSB）         | 日本テレビ系列                | 日曜 10:25 - 11:25 | 2009年4月19日 | 7日遅れ     |
| 香川県 岡山県 | 西日本放送（RNC）         | 日本テレビ系列                | 日曜 10:25 - 11:25 | 2009年4月19日 | 7日遅れ     |
| 石川県        | テレビ金沢（KTK）         | 日本テレビ系列                | 日曜 16:25 - 17:25 | 2009年4月19日 | 7日遅れ     |
| 福井県        | 福井放送（FBC）           | 日本テレビ系列 テレビ朝日系列 | 日曜 13:00 - 13:55 | 2009年4月19日 | 7日遅れ     |
| 広島県        | 広島テレビ（HTV）         | 日本テレビ系列                | 日曜 16:30 - 17:25 | 2009年4月19日 | 7日遅れ     |
| 鳥取県 島根県 | 日本海テレビ（NKT）       | 日本テレビ系列                | 火曜 15:55 - 16:53 | 2009年4月28日 | 23日遅れ    |
| 静岡県        | 静岡第一テレビ（SDT）     | 日本テレビ系列                | 木曜 15:50 - 16:45 | 2009年5月7日  | 32日遅れ    |
| 大分県        | テレビ大分（TOS）         | 日本テレビ系列 フジテレビ系列 | 金曜 16:53 - 17:53 | 2009年10月2日 | 33日遅れ    |
| 宮城県        | ミヤギテレビ（MMT）       | 日本テレビ系列                | 日曜 15:00 - 15:55 | 2009年5月23日 | 48日遅れ    |
| 山口県        | 山口放送（KRY）           | 日本テレビ系列                | 土曜 14:55 - 15:50 | 2010年4月3日  | 不明        |
| 岩手県        | テレビ岩手（TVI）         | 日本テレビ系列                | 日曜 10:30 - 11:25 | 2010年4月4日  | 不明        |
| 長崎県        | 長崎国際テレビ（NIB）     | 日本テレビ系列                | 火曜 15:55 - 16:52 |               | 不明        |
| 徳島県        | 四国放送（JRT）           | 日本テレビ系列                | 日曜 10:30 - 11:25 | 2010年10月3日 | 21日遅れ    |

## 上沼恵美子のこんな夫婦どないしたらええねん!
この番組の前宣伝を兼ねた90分番組で、『ウラネタ芸能ワイド 週刊えみぃSHOW』終了後に修羅バラが始まる前週の24日（地方によっては30日に放送しているところもあった）に放送されたSP番組であった。司会は上沼と高田と同じだがパネラーが違っていた。円広志が引き継ぎで出演していたが、修羅バラには出ていない。内容的には殆ど修羅バラと同じ構成であり、三組の一般人熟年夫婦の問題や悩み等を上沼が斬り込んだり突っ込んでいくというものであった。また、三組の夫婦の相性度チェックのコーナーもあった。

### 内容
- 「完全家庭内別居！身勝手なダンス妻に振り回される無趣味夫」
- 「将棋の駒は俺の命！没頭する夫にあきれる豪快妻」
- 「デカイ・怖い・強い！怒鳴るスペイン妻に怯える適当夫」

### パネラー
- 円広志
- ユンソナ
- 瀬川瑛子
- さとう珠緒
- 八代英輝
- 三浦隆志（読売テレビアナウンサー）

## 備考
- 熊本県民テレビでは、番組開始から2009年9月27日までは、中京テレビ・テレビ新潟・福岡放送と同じく5分遅れの11:45 - 12:40の放送だった。その後、2009年10月4日から2010年3月28日までは12:30 - 13:25の放送だった。現在の放送時間[いつ?]は2010年3月31日からである。
- 関東広域圏の日本テレビでは『スクール革命!』を放送しているが、ローカル番組だった『週刊えみぃSHOW』が放送できなかった地方ネット局が続々と乗り換え、『愛の修羅バラ!』はネット局数で早くも『スクール革命!』を圧倒している。後番組の『上沼・高田のクギズケ!』に関しても、当番組の大半のネット局で放送されている。
- 中京テレビ・テレビ新潟・福岡放送では2009年6月28日までは放送時間が11:50 - 12:45だったが、7月5日より5分繰り上げになり、9月まで中京テレビに限り11:40 - 11:45に事前番組『まもなく!愛の修羅バラ!』が放送されていた。
- 10月4日からは中京テレビも読売テレビとの同時ネットへ移行し、さらに同じ日の10:25 - 11:20に再放送を開始した。
- 福岡放送は10月18日より時間帯変更の上2週遅れになった。以前の時間帯は10月から『ぐるぐるナインティナイン』の再放送、2010年1月からは『秘密のケンミンSHOW』の再放送となっている。また、テレビ新潟も10月から2週遅れで放送されている。
- 鹿児島読売テレビは当初10日遅れだったが、特別番組などの影響により遅れが拡大している。
- 広島テレビでは、2010年春の改編からは、これまでの日曜16:30 - 17:25から、同じ日曜でも11:40 - 12:35の同時ネットへ移行した。また木曜夕方の15:50 - 16:50にも再放送が行われている。
- 山口放送では、ネット開始から2010年9月までは土曜 13:00 - 14:00に放送されていた。同年10月から現在の放送時間[いつ?]（放送曜日は引き続き土曜日）に移動している。
- 九州地区のNNS系列では唯一放送されていなかった長崎国際テレビも、それまで放送していた『スクール革命!』を打ち切って2010年4月から放送を開始している。
- テレビ大分は2010年10月1日まで金曜 9:55 - 10:50に放送されていたが、10月8日に現時間帯[いつ?]へ移動。
- 四国放送は2010年10月3日より日曜 10:30 - 11:25に放送されている。2010年中は約半年遅れで放送していた。2011年1月16日に最終回を55分の短縮版で放送した。この結果、日本テレビ・読売テレビ双方の日曜昼枠（『スクール革命!』『愛の修羅バラ!』）の番組をいずれもネット受けしていないのは札幌テレビ・青森放送・秋田放送・高知放送の4局となった（このうち、札幌テレビは後番組の『上沼・高田のクギズケ!』を番組開始から3か月後に遅れネットを開始）。
- 『快傑えみちゃんねる』のゲストが出演することが多かった。